# Le Château des nuages
Le Château des nuages (titre original : Castle in the Air) est un roman fantasy de Diana Wynne Jones, publié en 1990. Il s'agit du tome 2 de la trilogie de Hurle, donc de la suite du Château de Hurle. L'histoire se déroule dans le même monde bien que l'histoire soit centrée autour d'Abdullah. L'intrigue est inspirée des histoires des mille et une nuits .   
L'article suit la traduction de la première édition publiée en 2003 par Le Pré aux Clercs. La traduction a été réalisée par Anne Crichton. Une deuxième édition apparait en 2020 publiée par YnnisEditions et la traduction a été réalisée par Alex Nikolavitch. L'histoire reste la même seuls les noms des personnages changent (voir en bas de l'article "remarques").  

## L'histoire
Abdullah est un jeune vendeur de tapis de Zanzib qui rêve constamment qu'il est un prince. Un jour, un étrange voyageur vient sur son stand et lui vend un tapis magique. Pendant la nuit qui suit, Abdullah s'endort sur ce tapis et se réveille ensuite dans un beau jardin en compagnie  d'une jeune femme. Croyant qu'il ne s'agit que d'un rêve, Abdullah raconte à Fleur-de-la-Nuit qu'il est "le fils perdu de longue date d'un prince lointain". La jeune femme, qui n'a jamais vu un homme autre que son père, croit d'abord qu'Abdullah est une femme. Abdullah lui promet alors de revenir la nuit suivante avec des portraits de nombreux hommes afin qu'elle puisse comparer.
Abdullah revient la nuit suivante et lui montre les images. La jeune femme lui dit alors que de tous les portraits qu'il lui a montrés, c'est lui qu'elle préfère et elle souhaite même se marier avec lui. La nuit suivante, la jeune femme se fait enlevée par un Djinn volant sous les yeux impuissants d’Abdullah . Peu de temps après, le sultan de Zanzib capture Abdullah. Celui-ci découvre alors que Fleur-de-la-nuit est en fait la fille du sultan et découvre aussi la prophétie faite à la naissance de la princesse. Furieux que sa fille soit portée disparue, le sultan accuse Abdullah et le jette en prison, menaçant de l'empaler sur un poteau de 12 mètres si sa fille n'est pas retrouvée. Heureusement, Abdullah est sauvé par son tapis magique et s'échappe de Zanzib. 
Abdullah se retrouve dans le désert et tombe sur un groupe de bandits guidés par le célèbre Kabul Aqba (ou akba) qui ont en leur possession un génie particulièrement grincheux qui n'accorde qu'un seul souhait par jour. Dans la nuit, Abdullah vole le génie et s'enfuit. Après un souhait, Abdullah est transporté à Ingary et finit par voyager avec un soldat strangien amer dont le pays a récemment été en guerre contre Ingary. Les deux hommes décident de se rendre à Magnecour afin de trouver plus d'informations sur l'enlèvement de Fleur-de-la-nuit. Ils tombent ensuite sur un chat et son chaton que le soldat nomme respectivement Minuit et gringalet.
Abdullah souhaite ensuite le retour de son tapis volant. Celui-ci apparaît avec lui le Djinn même qui a kidnappé la princesse. Il est révélé que le Djinn, Hasruel, est contraint de kidnapper les princesses du monde entier par son frère, Dalzel. Hasruel annonce qu'il va capturer la princesse d'Ingary, Valéria. Les deux hommes s'en vont chercher le sorcier Suliman pour le prévenir que la princesse va se faire kidnapper. Le sorcier, en réalisant que Minuit est en fait une personne, lui rend sa véritable apparence. Le chat s'avère donc être Sophie Pendragon et le chaton son bébé, Morgan. Cependant, le bébé et le soldat disparaissent à la suite de l’assaut menée par le Djinn afin de capturer la princesse Valéria.
Abdullah et Sophie commandent alors au tapis de les emmener à Morgan. Le tapis les emmènent alors loin dans le ciel, jusqu'au château dans les airs (dans les nuages) contrôlé par les Djinns. Là, ils rencontrent les princesses enlevées et complotent avec elles pour s'échapper du château. Menés par Abdullah, ils maîtrisent les deux Djinns, libérant Hasruel qui bannit son frère. Fleur-de-la-nuit souhaite ensuite la liberté du Génie et celui-ci s'avère être Hurle. Abdullah et Fleur-de-la-nuit se marièrent ensemble et devinrent ambassadeurs.

## Personnages
- Abdullah (Abdallah) est le personnage principal de l'histoire. Fils de la deuxième épouse de son père, il est marchand de tapis dans une modeste échoppe. Il n'a pas de chance avec le destin jusqu'à ce qu'il achète le fameux tapis volant. Il adore rêver qu'il est un prince perdu depuis longtemps d'un royaume lointain. Il est constamment harcelé et rabaissé par la famille de la première femme de son père.
- Jamal est le meilleur ami d'Abdullah. Il est borgne et possède une baraque à friture juste à côté de l’échoppe Abdullah. Sauvé et envoyé au château dans les airs par Abdullah, Il souhaite d'abord devenir cuisinier au château des djinns mais il obtient plus tard un emploi de cuisinier chez Hilda, l'une des princesses kidnappées. Il a un chien très protecteur qui déteste les humains à l'exception d'Abdullah et Jamal.
- La princesse Fleur-de-la-nuit (Fleur-dans-la-nuit) est la princesse de Zanzib. Grand amour d'Abdullah, elle est kidnappée par un djinn. Jeune femme bien éduquée, Fleur-de-la-nuit est aussi belle qu'intelligente, mais elle ne sait presque rien du monde qui l'entoure au-delà de ce qu'elle a lu dans les livres. À sa naissance, une prophétie a été prononcée en sa faveur ; elle épousera le premier homme qu'elle verra hormis son père. Parce que son père voulait qu'elle épouse un homme puissant d'une autre nation, il s'est assuré qu'elle ne verrait aucun homme jusqu'à ce qu'il ait amené un prince d'un royaume puissant. En conséquence, lorsqu'elle rencontre Abdullah pour la première fois, elle le prend pour une femme.
- Le soldat étrange (Estrangien) est rusé, égoïste et opportuniste. Il traite les chats exceptionnellement bien mais il ne se soucie pas d'aider les autres, à moins que cela ne lui profite. Lorsque Hasruel est libéré, il est révélé que le soldat est en fait le prince Justin : il était parti à Estrangie afin de retrouver la princesse Béatrice qui s'était enfuie car elle ne voulait pas se marier avec le prince. Hasruel l'a ensorcelé afin de lui faire croire qu'il était un soldat originaire de Strangie vaincu par Ingary. Il finit par épouser la princesse Béatrice.
- Le génie - Celui-ci exécute un vœu par jour et ses vœux causent plus de problèmes que la fortune. Il se révèle être finalement le sorcier Hurle. Le château volant et en mouvement dans les airs lui appartient. Hasruel le lui a volé pour enfermer les princesses et c'est lui a transformé Hurle en génie.
- Dalzel - Djinn faible qui choisit la méchanceté plutôt que la bonté. Il oblige Hasruel à capturer pour lui toutes les princesses du monde afin qu'elles deviennent ses épouses car aucune djinn femme ne veut de lui. Finalement, Abdullah lui présente deux jeunes femmes (celles que sa famille voulait qu'il épouse) et il finit par partir avec elles.
- Hasruel - frère de Dalzel. Contrairement à son frère, Hasruel est bon. Sa «vie», la seule partie d'un djinn qui peut être tué, a été volée et cachée par son frère. A cause de cela, il doit lui obéir et kidnapper toutes des princesses du monde entier ou Dalzel détruira sa «vie». C'est lui qui a vendu le tapis à Abdullah. Il l'a aussi guidé durant toute son aventure.
- Princesse Béatrice - princesse de Strangia, c'est une jeune femme forte et courageuse. Après la bataille de Strangia, elle a été fiancée au prince Justin afin de solidifier les relations entre Ingary et son royaume mais elle s'enfuit. Elle est ensuite kidnappée par Hasruel. Parmi les princesses captives, elle est la plus courageuse, agissante en tant que chef, tandis que Fleur-de-la-nuit agit en tant que stratège. Elle accepte d'épouser le soldat étrange afin de garantir la coopération de celui-ci dans le plan des princesses pour vaincre Dalzel. Elle accepte de se marier avec lui même après sa révélation. Elle est mentionnée dans La Maison aux mille détours comme "Reine Béatrice de Strangie".
- Benjamin Sullivan - L'un des deux meilleurs sorciers royaux. Hurle ayant disparu mystérieusement, il est chargé de protéger la princesse Valeria du Djinn (mais elle se fera kidnapper). Il a rendu à Minuit (Sophie) et Freluquet (Morgan) leurs formes humaines. Il est marié à Lettie.
- Lettie Suliman - Anciennement Lettie Chapelier, elle est maintenant une grande sorcière pleinement qualifiée et mariée à Benjamin Sullivan. Bien que qualifiée, son mari préfère cacher sa puissance magique au grand public. Elle attend leur premier enfant.
- Minuit - chat noir très intelligent, gâté et chéri par le soldat. Elle est capable de grandir jusqu'à atteindre la taille d'une panthère pour se défendre et défendre son chaton. Elle se révèle plus tard être Sophie Chapelier, personnage principal du premier tome. En tant qu'humaine, c'est une belle sorcière qui peut donner vie aux choses simplement en leur parlant. Elle est mariée au sorcier Hurle et a été transformée en chat noir par celui-ci juste avant le vol du château.
- Freluquet (Gringalet) est en fait l'enfant de Sophie et Hurle, Morgan. Il est né comme un chaton parce que sa mère a été transformée en chat pendant le l'accouchement.
- Le tapis volant : fidèle ami d'Abdullah, il se révèle être en fait Calcifer. Il adore Abdullah car celui-ci le flatte beaucoup.

## Les lieux
- Zanzib : ville au sud du royaume d'Ingary contrôlée par le Sulatn Rajput.
- Magnecour : capitale du royaume d'Ingary.
- Le château des nuages :  château de Hurle volé par les frères Djinn.
- Strangie : pays rival d'Ingary, ils ont perdu la guerre. La princesse Béatrice est issue de ce pays. Le pays est mentionné pour la première fois dans le tome 1[3].

## Remarques
Dans la nouvelle traduction parue en 2020, le nom d'Abdullah change en Abdallah. D'autres noms changent : Fleur-de-la-nuit qui devient Fleur-dans-la-nuit, Freluquet devient Gringalet, Magnecour devient Fort-Royal, le sorcier Sulliman devient Soliman, le pays d'Ingary devient Ingarie et Strangie devient Estrangie.

## Suite
- Diana Wynne Jones, La Maison aux mille détours, 2021 [House of many ways, 2008][4]